# پرنده بهاری (فیلم)
پرنده بهاری (به انگلیسی: Spring Sparrow) فیلمی به کارگردانی جینگ‌ژیانگ لی محصول سال ۲۰۱۹ چین است.

## داستان
در سال ۱۹۸۲، روند مدرن‌سازی چین آغاز می‌شود. حالا کشاورزان مجازند محصولات خود را در شهر بفروشند. مهاجرت روستاییان از روستا آغاز می‌شود. کان، مردی جوان از استان هِبی، رؤیای آینده‌ای بهتر را در سر می‌پروراند.

## جشنواره جهانی فیلم فجر
این فیلم در بخش سینمای سعادت (مسابقه بین‌الملل) سی و هفتمین جشنواره جهانی فیلم فجر حضور داشت. این جشنواره از ۲۹ فروردین تا ۶ اردیبهشت ۱۳۹۸ در شهر تهران برگزار شد.